# Mindre sankthelenapetrell

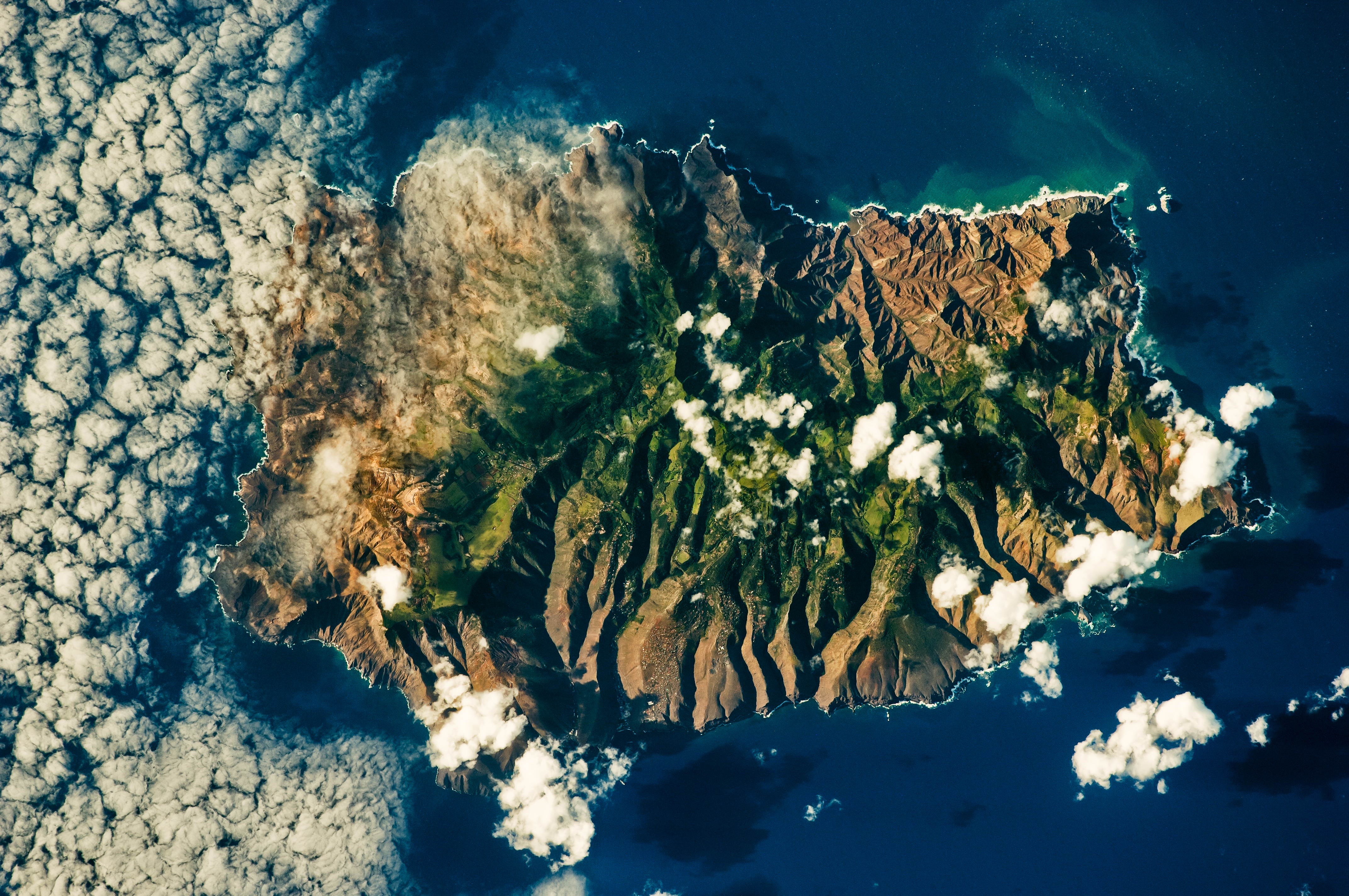
Flygbild över den isolerade ön Sankta Helena där benlämningar av arten hittats.

Mindre sankthelenapetrell (Bulweria bifax) är en utdöd fågel i familjen liror inom ordningen stormfåglar som förekom på Sankta Helena. Känd från benlämningar, olsonpetrell dog troligen ut strax efter att ön upptäcktes 1502.